# Casiomys alfaroi
Casiomys alfaroi is een zoogdier uit de familie van de Cricetidae. De wetenschappelijke naam van de soort werd voor het eerst geldig gepubliceerd door J.A. Allen in 1891.
Casiomys alfaroi heeft een kop-romplengte van 7 tot 12 cm, een staartlengte van 10 tot 14 cm en een gewicht van 22 tot 40 gram. De soort leeft in regenwouden en droogbossen van zeeniveau tot 2.500 meter hoogte van zuidelijk Tamaulipas en Oaxaca in Mexico tot het westen van Colombia and Ecuador. Casiomys alfaroi is een nachtactief knaagdier dat zich voedt met fruit zoals banaan, papaja en mango.